# La Colomina (Hortoneda)
La Colomina és un paratge del terme municipal de Conca de Dalt (a l'antic terme d'Hortoneda de la Conca), al Pallars Jussà. És en territori del poble d'Hortoneda.
Està situat al costat mateix, a migdia, del cementiri d'Hortoneda i de l'església de Santa Maria d'Hortoneda, a ponent del mateix poble d'Hortoneda.